# 魔磁
《魔磁》（原名《石林》）是一部衛斯理系列中的小説，由香港科幻小説作家倪匡所寫，系列編號35。講述一顆來自超古代文明的圓球，鑲嵌在雲南路南的石林中，被發掘出來，結果引發一場混亂的故事。

## 故事內容

### 神秘的圓球
三位科學家應邀來遠東，主持博物館開幕儀式，其中一名科學家齊博士，在信上說明要送給博物館的一件古物，因為據說具有強大力量，引起特務機構的覬覦。在博物館廣場久候三位科學家不至的衛斯理，知悉三位科學家搭乘飛機墮入海中的消息，認為是特務機構下手劫奪。

### 深夜的訪客
打撈沈船公司的老闆陳子駒及潛水專家方廷寶，深夜來找衛斯理，邀請他一起尋找失蹤在水底下的飛機。後來才發現兩人背後是海盜柯克船長主導。雙方發言中各執己見。一言不合，衛斯理及柯克船長不歡而散。而另一方面，以傑克上校為代表的警方，用雷達及聲納掃描海中半徑三公里範圍，卻尋不到失蹤飛機。

### 超古代文明的遺物
後陳子駒與方廷寶再度來訪。講起圓球來歷。衛斯理知其是雲南路南石林中的超古代文明遺物。後衛斯理及方廷寶潛水，見一巨型烏賊壓著海中的墜落機體。方知她阻擋了雷達波和聲納掃描。後警方投擲深水炸彈殺死巨大烏賊，衛斯理及方廷寶在海中見到盛放魔磁圓球的木盒，卻沒拿上來。某國特務卻誤以為他們已經到手了。

### 特務們的爭奪戰
兩人離去後，衛斯理意外得知方廷寶在陋巷中被殺，手法是職業好手所為。衛斯理被傑克上校當成疑兇，衛斯理以為是柯克船長所為，一怒之下，衛斯理帶傑克上校去陳子駒的航運公司大廈找柯克船長。這個舉動害柯克船長被捕。後某國特務找衛斯理談論合作共謀研究圓球，卻無功而回。衛斯理方知悉方廷寶是某國特務所殺。柯克船長被捕後，卻靠潛伏在警方中的部下脫逃，直接翻身，來找衛斯理。

### 剖開圓球引發一場混亂
衛斯理接到傑克上校邀請，前往打撈現場。此時意外出現在警車中的柯克船長，對衛斯理露出勝利的微笑。當場堵到衛斯理後，柯克船長強迫衛斯理和他一起到墜機現場，尋得古物魔磁圓球。柯克隨即在船長室，用機器剖開它，不料卻闖成大禍，具磁力的圓球是一小顆金屬球，被早已隔絕在灰色金屬絕緣層的石珠中。結果引發一場混亂。一顆擁有強大磁力圓球被釋放出來。把柯克船長的遊艇輪船變成一塊鐵塊，船員壓成肉餅。遊艇輪船變成鐵塊下沉，而附近一艘貨船經過現場，也不能幸免。幸好強大磁力只維持了兩三個小時。那顆圓球就被地球地核中的鐵質吸引。永遠沉入地球深處，而衛斯理及柯克船長幸運獲救。

### 無限的能源
後柯克船長及其黨羽，搭救生艇到泰國時被泰國警方拘捕。故事最後，衛斯理推論這顆圓球其實是外星人丟下的遺產，那是一種強大能量來源物質，要不是遠古「上一代的人類」發明的遺產，不然就是外星人所留下，在薄殼的球體內封住強大磁力，若是有大數量聚集，當作動力來源，足可驅動星際飛船。

## 作者想表達的想法
- 故事中這顆圓球是「非該時代所應有的物品」也就是所謂的『奧巴茲』(out-of-place objects)。這個名稱也有人寫成歐帕茲(out-of-place artifact)。
- 嵌在長條形石筍中的神祕圓球，其實是外星人的飛船經過地球時丟下來的。也就是磁力是飛船動力來源。用來代替星際飛行的燃料。
- 故事中的柯克船長是反社會的黑暗英雄。角色原型來自《海底兩萬里》的尼莫船長。也就是十九世紀法國科幻小說作家朱爾斯·凡納(Jules Verne)原作《海底兩萬里》(20000 LEAGUES UNDER THE SEA)故事中，本身是鸚鵡螺號潛艇的發明者兼駕駛的尼莫船長(Captain Nemo)。書中一開始的橋段，深海中巨大烏賊纏住墜落海中飛機的機體的構想，也來自《海底兩萬里》這本書。
- 柯克船長這名字則是來自十八世紀大航海時代著名的航海家兼冒險家，發現南太平洋群島和澳洲，並在回程被夏威夷群島土著殺害的柯克船長(Captain James Cook)(也有人譯成科克船長)。

## 廣播劇
- 香港商業電台以粵語於1987年星期一至五，每日下午三時正首播《魔磁》廣播劇，合共10集。為商台衛斯理廣播劇系列第廿二個故事。
  - 監製：金貴
  - 改編：唐寧
  - 配音
    - 朱子聰 飾演 衛斯理
    - 錢佩卿 飾演 白素
    - 盧雄　 飾演 傑克上校
    - 楊廣培 飾演 柯克船長
    - 陳永信 飾演 陳子駒
    - 陳森　 飾演 方廷寶
    - 甄錦華 飾演 林上尉
    - 吳忠泰 飾演 于範
    - 金貴　 飾演 朱博士
    - 葉佳　 飾演 博物院院長
    - 李素如 飾演 陳子駒公司女職員

| 前任者： 034 新年、創造 | 衛斯理系列（按編號） 035 魔磁                        | 繼任者： 036 影子、雨花台石 |
| 前任者： 雨花台石       | 衛斯理系列（按連載時序） 1971年3月24日至1971年6月9日 | 繼任者： 創造               |